# جوکر (فیلم ۲۰۱۹)
جوکر (انگلیسی: Joker) یک فیلم آمریکایی در ژانر تریلر روان‌شناختی به نویسندگی، تهیه‌کنندگی و کارگردانی تاد فلیپس است که در سال ۲۰۱۹ اکران شد. فیلم‌نامه این فیلم توسط خود فیلیپس با همراهی اسکات سیلور بر پایه شخصیت ابرشرور جوکر از دی‌سی کامیکس نوشته شده‌است. جوکر نخستین فیلم از دنیای سینمایی دی‌سی بلک است که مشتق شده از دنیای توسعه‌یافته دی‌سی است. داستان فیلم در سال ۱۹۸۱ و شهر گاتهام سیتی رخ می‌دهد و داستان زندگی کمدین شکست‌خورده‌ای به نام آرتور فلک را دنبال می‌کند که بعد از تجربه‌های تلخ متعدد وارد دنیای جرم و جنایت شده و با لقب جوکر به شهر بازمی‌گردد. واکین فینیکس نقش جوکر را در این فیلم بازی کرده‌است؛ بدین ترتیب او بعد از سزار رومرو، جک نیکلسون، هیث لجر و جرد لتو پنجمین شخصی است که در یک اثر سینمایی این نقش را ایفا کرده‌است. رابرت دنیرو، زاسی بیتس، فرانسیس کانروی و مارک مارون دیگر بازیگران فیلم هستند.
بحث ساخت فیلم مستقلی بر پایه شخصیت جوکر از سال ۲۰۱۶ آغاز شد. بعد از آنکه در اوت ۲۰۱۷، برادران وارنر و دی‌سی فیلمز برای خلق یک دنیای مشترک سینمایی به نتیجه رسیدند، فیلیپس برای هدایت پروژه انتخاب شد. فیلیپس علاقه‌مند بود که فیلم به فضای آثار کلاسیک مارتین اسکورسیزی نزدیک باشد و برای همین از آثاری همچون راننده تاکسی (۱۹۷۶)، گاو خشمگین (۱۹۸۰) و سلطان کمدی (۱۹۸۳) برای نوشتن متن الهام گرفت. طرح اصلی داستان که ریشه شخصیت جوکر را به تصویر می‌کشد نیز از کتاب مصور بتمن: شوخی مرگبار اقتباس شد. فینیکس ابتدا نسبت به پذیرفتن نقش تردید داشت اما در نهایت در فوریه ۲۰۱۸ به پروژه پیوست. کار انتخاب بازیگران مکمل از ژوئیه تا اوت ۲۰۱۸ به طول انجامید. فیلم‌برداری از سپتامبر ۲۰۱۸ آغاز شد و در اواخر دسامبر به پایان رسید. جوکر به صورت گسترده در نیویورک و سپس جرزی سیتی و نیوآرک جلوی دوربین رفت.
جوکر نخستین نمایش خود را در هفتاد و ششمین دوره جشنواره بین‌المللی فیلم ونیز تجربه کرد و برنده شیر طلایی بهترین فیلم شد. فیلم اکران گسترده خود را از تاریخ ۴ اکتبر ۲۰۱۹ آغاز کرد. فیلم با تحسین منتقدان همراه بود و در زمینه فیلم‌نامه، کارگردانی و اجرای فینیکس مورد ستایش قرار گرفت. بنیاد فیلم آمریکا، جوکر را یکی از ده فیلم برتر سال ۲۰۱۹ معرفی کرد. جوکر همچنین یک موفقیت بزرگ در گیشه بود و توانست چندین رکورد فروش در ماه اکتبر را جابه‌جا کند. فیلم ۱ میلیارد دلار در سراسر جهان فروش کرد در حالی که بودجه ساخت آن ۵۵ میلیون دلار است که آن را به ششمین فیلم پرفروش سال ۲۰۱۹، ۳۱امین فیلم پرفروش تاریخ سینما و پرفروش‌ترین فیلم درجه آر تاریخ سینما تبدیل می‌کند. جوکر همچنین پرفروش‌ترین فیلم کارنامه فیلیپس و فینیکس و تنها فیلم تاریخ سینما با درجه نمایشی آر است که توانسته به فروش میلیاردی برسد. ددلاین هالیوود تخمین زد که جوکر ۴۶۴ میلیون دلار برای برادران وارنر سود به ارمغان آورده‌است که آن را تبدیل به پرسودترین فیلم تاریخ سینما می‌کند که برمبنای یک شخصیت کامیک ساخته شده‌است. جوکر در هفتاد و هفتمین مراسم گلدن گلوب در چهار رشته از جمله بهترین فیلم درام و بهترین کارگردانی نامزد دریافت جایزه بود که در نهایت توانست جایزه بهترین بازیگر مرد فیلم درام برای فینیکس و بهترین موسیقی متن را به خود اختصاص دهد. همچنین در نود و دومین دوره جوایز اسکار، فیلم در ۱۱ رشته از جمله بهترین فیلم و بهترین کارگردانی نامزد دریافت جایزه اسکار بود که در نهایت دو جایزه بهترین بازیگر نقش اول مرد برای فینیکس و بهترین موسیقی متن برای هیلدور گودنادوتیر را به خود اختصاص داد. فینیکس بعد از هیث لجر، دومین بازیگری است که برای ایفای نقش جوکر برنده جایزه اسکار شده‌است.
هم‌زمان با اکران فیلم، انتقاداتی نسبت به مضامین و صحنه‌های خشونت‌آمیز فیلم و احتمال تقلید از آن در دنیای واقعی مطرح شد که واکنش‌های بسیاری به دنبال داشت. دنباله‌ای با عنوان جوکر: جنون مشترک در ۲۰۲۴ منتشر شد.

## داستان
سال ۱۹۸۱، مردی به‌نام آرتور فلک به همراه مادر خود پنی در شهر گاتهام زندگی می‌کند. آرتور به عنوان دلقک در مهمانی‌های مختلف ظاهر شده و خرج خود را اینگونه درمی‌آورد. گاتهام با جرم و جنایت‌های سازمان‌یافته مواجه شده و فقر و بیکاری مردم شهر از جمله آرتور را آزار می‌دهد. آرتور به یک اختلال عصبی ناخویشتن‌داری عاطفی دچار است و در مواقعی که کنترل خود را از دست می‌دهد، به طرز هیستری می‌خندد. بعد از اینکه آرتور مورد حمله و ضرب و شتم اوباش قرار می‌گیرد، رندال، همکار آرتور، برای دفاع از خود به او یک اسلحه می‌دهد. آرتور با همسایه خود، سوفی داموند که یک بیوه است در ارتباط بوده و او را به برنامهٔ استندآپ خود در یک کلوپ شبانه دعوت می‌کند.
هنگام که آرتور در بیمارستانی مشغول سرگرم کردن بچه هاست، اسلحه از جیبش می‌افتد. وقتی رندال به دروغ به مدیرشان می‌گوید که اسلحه متعلق به آرتور است، آرتور اخراج می‌شود. آرتور که هنوز ماسک دلقک به صورت دارد، در مترو مورد ضرب و شتم سه تاجر مست بنیاد وین قرار می‌گیرد. او دو نفر را در دفاع از خود شلیک می‌کند و نفر سوم را حین تلاش برای فرار به قتل می‌رساند. این قتل‌ها توسط نامزد میلیاردر شهرداری، توماس وین محکوم می‌شود و کسانی را که به افراد موفق‌تر حسادت می‌ورزند را «دلقک» می‌نامد. تظاهرات علیه ثروتمندان گاتهام آغاز می‌شود و معترضان ماسک دلقکی شبیه به ماسک آرتور می‌زنند. با قطع شدن منبع درآمد و خدمات اجتماعی آرتو، او دیگر دارو و درمانی دریافت نمی‌کند.
سوفی در برنامه استندآپ آرتور شرکت می‌کند ولی اجرای او خیلی خوب پیش نمی‌رود. او بی‌اختیار می‌خندد و شوخی‌هایش لوس است. آرتور نامه‌ای را که پنی به توماس نوشته و ادعا می‌کند که او پسر نامشروع توماس است را ردگیری می‌کند و مادرش را به خاطر پنهان کردن حقیقت سرزنش می‌کند. آرتور به عمارت وین می‌رود و با بروس، پسر کوچک توماس مواجه می‌شود اما پس از درگیری با خدمتکار خانواده آلفرد پنی ورث، فرار می‌کند. پس از بازدید دو کارآگاه پلیس که در مورد قتل در مترو تحقیق می‌کردند، پنی سکته می‌کند و در بیمارستان بستری می‌شود. الگوی آرتور، موری فرانکلین که مجری محبوب یک تاک شو است، با نمایش کلیپ‌هایی از اجرای استندآپ آرتور در برنامه اش، او را مسخره می‌کند.
آرتور به‌طور مخفیانه وارد یک مراسم خصوصی سینمایی می‌شود و با توماس روبرو می‌شود، اما توماس به او می‌گوید که پنی دچار توهم شده‌است و مادر بیولوژیکی او نیست. آرتور که نمی‌تواند واقعیت را بپذیرد، از تیمارستان آرکهام پرونده پنی را می‌دزدد و متوجه می‌شود که او آرتور را زمانی‌که به عنوان خانه‌دار خانواده وین کار می‌کرده، به فرزندی پذیرفته‌است. سپس پنی، آرتور را به همراه دوست پسرش که به او تجاوز کرده بود بزرگ می‌کند اما او بعداً دستگیر شده و در زندان می‌میرد و پنی به بیمارستان ایالتی آرکهام فرستاده می‌شود. اگرچه پنی ادعا می‌کند که مدارک فرزندخواندگی برای سرپوش گذاشتن بر این موضوع است که آرتور فرزند نامشروع وین است، اما به‌عنوان دروغی برای باج خواهی او برای پرداخت نفقه تلقی می‌شود. آرتور با ناراحتی به خانه بازمی‌گردد و بدون اطلاع وارد آپارتمان سوفی می‌شود. سوفی وحشت زده از او می‌خواهد که آن جا را ترک کند. رابطه آن‌ها درواقع حاصل توهمات آرتور بوده‌است. روز بعد، آرتور که اکنون کاملاً دیوانه شده‌است، پنی را در بیمارستان می‌کشد.
آرتور به‌دلیل محبوبیت کلیپ‌های استندآپ‌اش، برای شرکت در برنامه موری دعوت می‌شود. همکاران سابق گری و رندال به زودی از وی دیدن می‌کنند. آرتور رندال را به خاطر انتقام می‌کشد اما گری را به‌خاطر رفتار خوب با او درگذشته می‌بخشد. قبل از پخش زنده برنامه، آرتور از موری می‌خواهد تا او را در برنامه جوکر معرفی کند. با ورود آرتور به برنامه، در ابتدا مورد تشویق و استقبال قرار می‌گیرد، اما کم‌کم که شروع به گفتن حرف‌های ناخوشایندی می‌کند، حال‌وهوای برنامه عوض می‌شود. آرتور موری را به‌خاطر تمسخر او در برنامه قبلیش مورد انتقاد قرار می‌دهد. شور و شوق موری نسبت به آرتور به سرعت تغییر می‌کند و درحالیکه او را تهدید می‌کند که به پلیس زنگ می‌زند، آرتور در برنامه زنده به سر او شلیک می‌کند.
او دستگیر می‌شود و ناآرامی‌هایی در سراسر گاتهام شکل می‌گیرد. یکی از آشوبگران خانواده وین را در کوچه ای پیدا کرده و توماس و همسرش مارتا را می‌کشد، اما بروس وین را رها می‌کنند. او بالای ماشینی می‌ایستد و با تشویق مردم می‌رقصد و با خون روی صورتش علامت لبخندی را می‌کشد. در تیمارستان آرکهام، آرتور به جوکی که خودش تعریف می‌کند می‌خندد و به روان‌پزشک خود می‌گوید که او این جوک را درک نمی‌کند. او هنگام خروج ردپایی از خون از خودش برجای می‌گذارد و توسط خدمتکار بیمارستان در راهرو تعقیب می‌شود.

## بازیگران
- واکین فینیکس در نقش آرتور فلک / جوکر
- رابرت دنیرو در نقش موری فرانکلین، مجری برنامه تاک شو
- زاسی بیتس در نقش سوفی داموند
- فرانسیس کانروی در نقش پنی فلک، مادر آرتور
- برت کالن در نقش توماس وین؛ وی به‌طور سنتی پدر دشمن دیرینه جوکر یعنی بتمن است ولی برخلاف کمیک وی در اینجا نقش مهمی در خاستگاه جوکر ایفا می‌کند.
- مارک مارون در نقش مأمور وری فرانکلینم
- گلن فلشلر در نقش یک کمدین
- بیل کمپ در نقش پلیس گاتهام
- برایان کالر در نقش استریپر پیر
- دانته پریرا اولسن در نقش بروس وین؛ پسر توماس وین که در بزرگسالی تبدیل به بزرگ‌ترین دشمن جوکر یعنی بتمن می‌شود.
- جاش پایس
- شیا ویگهام در نقش پلیس گاتهام
- داگلاس هاج در نقش آلفرد پنی‌ورث
- فرانک وود

## آینده
جوکر در ابتدا به عنوان یک فیلم مستقل و بدون دنباله برنامه‌ریزی شده بود. برادران وارنر اعلام کرد که جوکر قرار است شروعی بر دنیای سینمایی دی‌سی بلک باشد که تمرکز آن بر روی ساخت آثار کم‌بودجه با درجه سنی بالا است که درون‌مایه تاریک و تجربی دارند. با این وجود؛ بعد از موفقیت گسترده فیلم در گیشه، فیلیپس در پاسخ به پرسش‌های طرفداران مبنی بر ساخت دنباله اعلام کرد فقط در صورتی حاضر به ساخت دنباله است که فینیکس پروژه را قبول کند. در اکتبر ۲۰۱۹، فینیکس در مصاحبه با پیتر ترورز و در پاسخ به این سؤال که آیا علاقه به تکرار این نقش دارد یا خیر گفت: «این نقش رؤیایی است و من نمی‌توانم دربارهٔ آن فکر نکنم. رفتن دوباره به سوی جوکر می‌تواند جالب باشد.» سرانجام در نوامبر ۲۰۱۹ به صورت رسمی اعلام شد که دنباله فیلم با همان گروه قبلی ساخته خواهد شد. جوکر: جنون مشترک در ۴ اکتبر ۲۰۲۴ توسط برادران وارنر در ایالات متحده اکران شد.